# طيون سويسري
الطيون السويسري (باللاتينية: Inula helvetica) نوع نباتي ينتمي إلى جنس الطيون من الفصيلة النجمية.

## الموئل والانتشار
ينتشر في غرب أوروبا من ألمانيا وسويسرا وإيطاليا إلى فرنسا وإسبانيا.